# Choleraepidemie von 1892

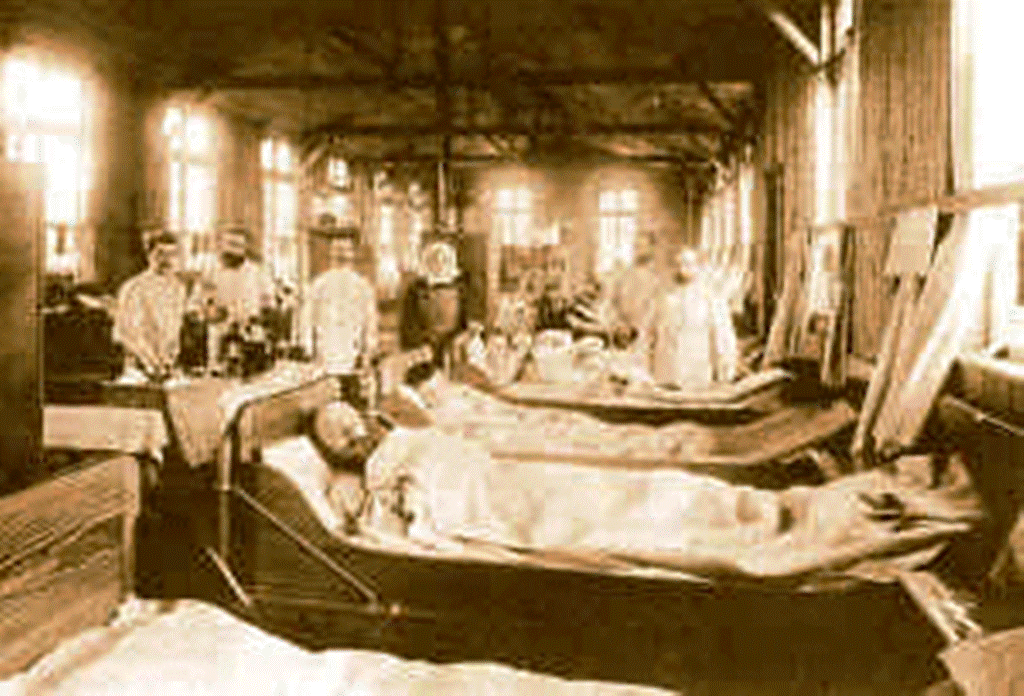
Cholerabaracke in Hamburg 1892

Die Choleraepidemie von 1892 in Hamburg war der letzte große Ausbruch der Cholera in Deutschland. Er hatte aufgrund hamburgischer Besonderheiten verheerende Ausmaße. Die Epidemie brach während eines heißen Sommers aus. Der Pegel der Elbe war niedrig und das Flusswasser ungewöhnlich warm. Da sich Senat und Bürgerschaft jahrzehntelang nicht auf den Bau einer Filteranlage hatten einigen können, wurde das Hamburger Trinkwasser damals noch ungereinigt der Elbe entnommen; die Entnahmestelle zwei Kilometer flussaufwärts war bei Flut dem verschmutzten Hafenwasser und den ungeklärten Abwässern aus der Kanalisation ausgesetzt. Im benachbarten Altona, das zu Preußen gehörte und eine Sandfilteranlage für Trinkwasser hatte, erkrankten während der Epidemie weit weniger Menschen als in Hamburg. Hamburg hatte zudem unter allen deutschen Großstädten den höchsten Anteil an ungesunden Kellerwohnungen, und in der Innenstadt ballten sich Menschen unter unhygienischen Bedingungen auf sehr engem Raum. Der zu Hilfe gerufene bekannte Bakteriologe Robert Koch kommentierte die Verhältnisse beim Rundgang durch die Gängeviertel: „Ich habe noch nie solche ungesunden Wohnungen, Pesthöhlen und Brutstätten für jeden Ansteckungskeim angetroffen wie in den sogenannten Gängevierteln, die man mir gezeigt hat, am Hafen, an der Steinstraße, an der Spitalerstraße oder an der Niedernstraße. […] Ich vergesse, daß ich mich in Europa befinde.“

## Ablauf

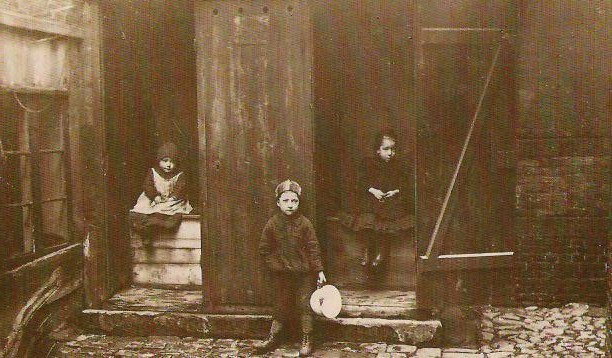
Die Gemeinschaftstoiletten ohne Anschluss an die Kanalisation begünstigten die Ausbreitung der Cholera

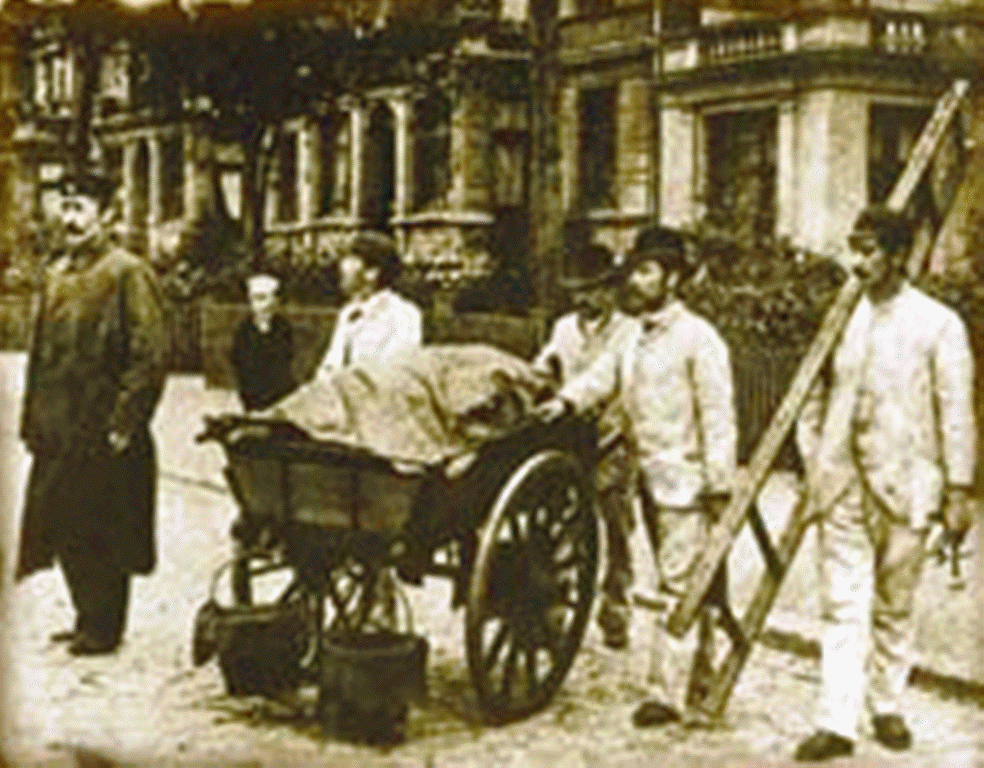
Desinfektionskolonnen mit Chlorkalk, um die Cholera-Erreger abzutöten

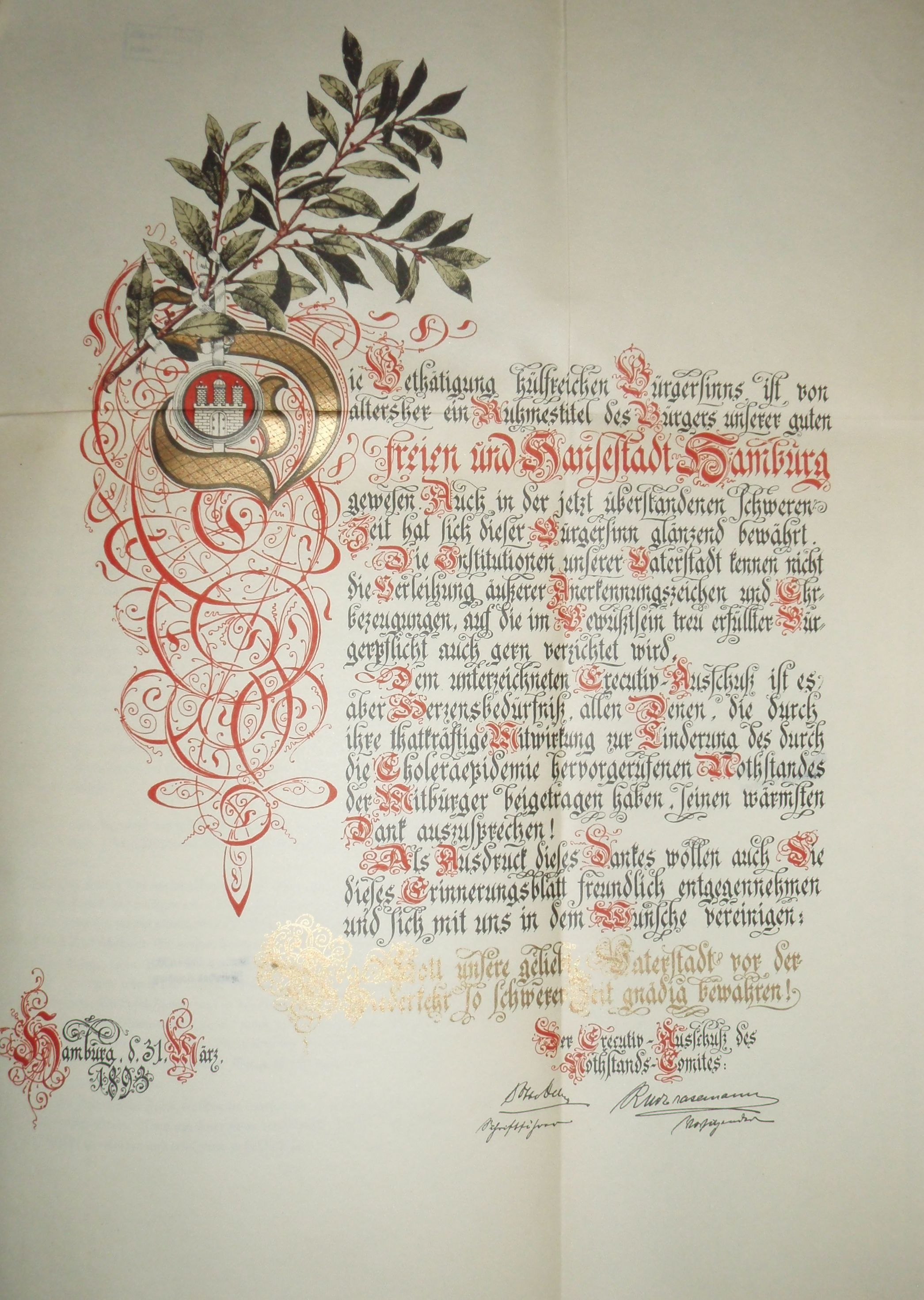
Ehrenurkunde als Bestätigung hilfreichen Bürgertums für Schülke & Mayrs Desinfektionsmittel, ausgestellt 1893 von der Freie und Hansestadt Hamburg

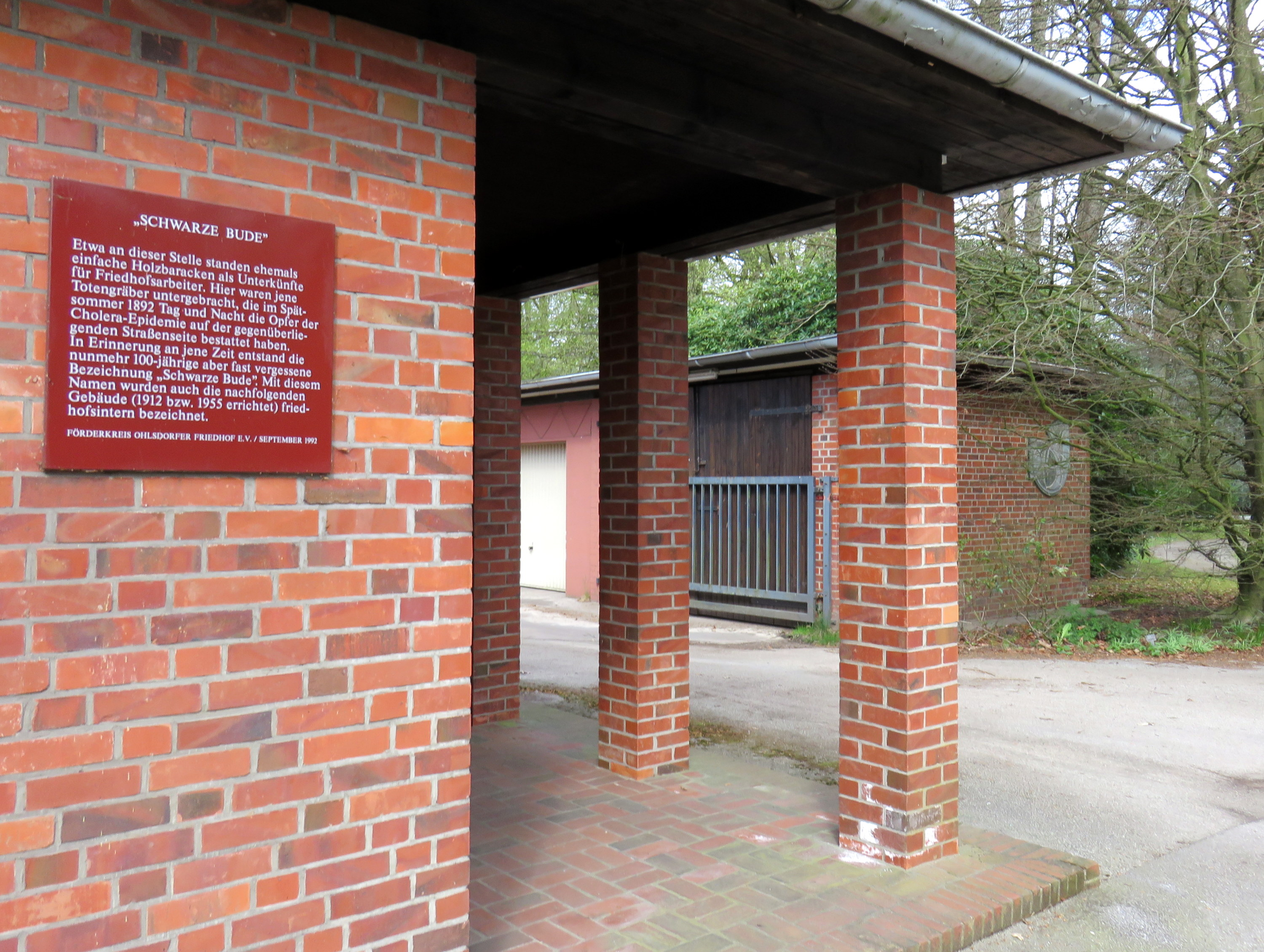
Nachfolgebau „Schwarze Bude“ (Behausung der Cholera-Totengräber),
Friedhof Ohlsdorf

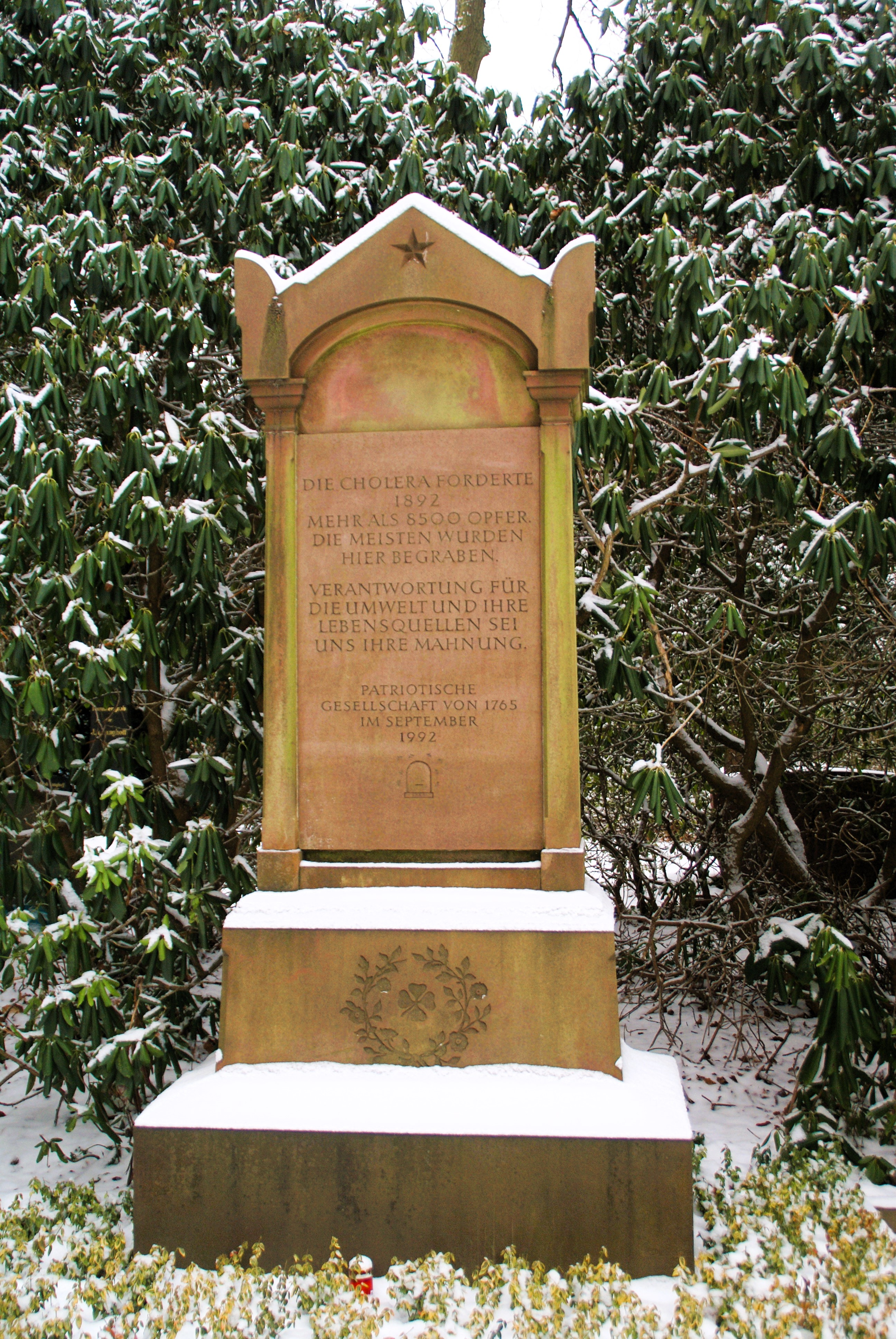
Gedenkstein für die Cholera-Opfer,
Friedhof Ohlsdorf

Bereits in den Jahren 1822, 1831, 1832, 1848, 1859, 1866 und 1873 hatten kleinere Cholera-Epidemien Hamburg heimgesucht. Aus den Endemiegebieten in Russland erreichten vermutlich auch 1892 infizierte Personen die Hafenstadt. Offenbar kam es zur Kontamination der zentralen Wasserversorgung mit Fäkalien und Choleravibrionen. Am 14. August 1892 wurde der erste Kranke, ein Kanalarbeiter namens Sahling, mit starkem Brechdurchfall in ein Krankenhaus eingeliefert und starb kurz darauf. Am 21. August starben weitere drei Menschen an Cholera. Anfänglich war der Senat nicht sehr besorgt, denn man hielt die Krankheit für die cholera nostra (Salmonellenenteritis), die jedes Jahr im Sommer auftrat. Aus Rücksicht auf die Wirtschaft wurden die Todesfälle verheimlicht und keine Maßnahmen ergriffen. Auswandererschiffen wurden noch nach Ausbruch der Krankheit wider besseres Wissen gesundheitliche Unbedenklichkeitszeugnisse ausgestellt, so dass die Cholera auf diesem Wege nach New York gelangte.
Die Zahl der Erkrankten stieg exponentiell an. Bereits am 22. August waren 1.100 Hamburger an der Seuche erkrankt und 455 gestorben. Die Bevölkerung begann unruhig zu werden, viele Menschen verließen die Stadt.
Unzufrieden mit den zögerlichen Entscheidungsprozessen des Senates, setzte die Reichsregierung einen Reichs-Commissar für die Gesundheitspflege im Stromgebiet der Elbe ein. Der Hafen wurde als eine erste Maßnahme vollständig abgeriegelt. Am 24. August 1892 traf als Vertreter der Reichsregierung Robert Koch ein, der Leiter des Preußischen Instituts für Infektionskrankheiten. Er hatte bereits 1884 veröffentlicht, dass mit dem von ihm entdeckten Erreger verunreinigtes Trinkwasser die Cholera überträgt. Koch bestätigte nun öffentlich den Ausbruch der Cholera in Hamburg. Auf seine Anordnung hin wurden dort die Schulen geschlossen und Versammlungen verboten. Jeglicher Verkehr mit Hamburg kam zum Erliegen, und der Handel stand still. Die Werft Blohm & Voss stellte ihren Reparaturbetrieb ein.
125 Arbeiter schaufelten in Tag- und Nachtschichten Gräber auf dem Friedhof Ohlsdorf. Die Medicinal-Behörde gab Zettel mit Verhaltensregeln heraus und verteilte sie an die Bevölkerung, auch mithilfe des Verteilersystems der SPD. Fasswagen verteilten abgekochtes Wasser, Brauereien stellten ihre Tiefbrunnen zur Verfügung. Die Polizei errichtete improvisierte Desinfektionsstellen in leerstehenden Tanzsälen, Turnhallen und Bahnhöfen. In aller Eile begannen die Hamburger Wasserwerke mit dem Bau einer Trinkwasserfiltration auf der Elbinsel Kaltehofe.
Eine wichtige Rolle spielte die Firma Schülke & Mayr, seinerzeit ansässig im heutigen Kulturzentrum Goldbekhaus in Winterhude. Durch den Einsatz ihres kurz zuvor entwickelten wasserlöslichen Desinfektionsmittels Lysol gelang die Bekämpfung der Choleraepidemie in Hamburg, wofür dem Unternehmen 1893 vom Nothstands-Comite der Freien und Hansestadt Hamburg die Bestätigung hilfreichen Bürgertums in Form einer Ehrenurkunde anerkannt wurde. Nach zehn Wochen nahm die Zahl der Neuerkrankungen ab. Insgesamt waren während der Epidemie 16.956 Menschen erkrankt und 8.605 gestorben. Zur Erinnerung wurde bei der Eröffnung des Hamburger Rathauses im Innenhof der sogenannte Hygieia-Brunnen aufgestellt.

## Folgen
- Am 28. Dezember 1892 wurde in Hamburg das Institut für Hygiene und Umwelt gegründet.
- Die Gängeviertel wurden grundlegend saniert oder abgerissen.
- Neue Gesetze gegen den Bau unhygienischer Wohnverhältnisse wurden erlassen.
- Das Filtrierwerk der Hamburger Wasserwerke auf Kaltehofe wurde 1893 fertiggestellt.
- Hamburg bekam eine Müllverbrennungsanlage, die 1893 als erste Anlage Deutschlands am Bullerdeich errichtet wurde. 1894 begann der Probebetrieb, 1896 wurde der reguläre Betrieb aufgenommen.
- Durch eine Verfassungsänderung wurden größere Teile der Bevölkerung an der politischen Gestaltung beteiligt.
- Die hygienischen Verhältnisse in den Zwischendecks der Passagierschiffe wurden verbessert, die Baracken ab 1901 durch die Auswandererhallen auf der Veddel ersetzt.
- Im vorgelagerten Auswandererbahnhof Ruhleben bei Berlin richteten die Transportgesellschaften eine Desinfektionsanstalt ein, nachdem Bremen und Hamburg mit einer vollständigen Sperrung ihres Stadtgebiets für Auswanderer drohten. Der Bremer und der Hamburger Senat beschlossen, nur noch Auswanderer mit einer ärztlichen Kontrollkarte aus Ruhleben einzuschiffen.[6]
- Zum 1. April 1893 wurde das Amt des Hafenarztes neu geschaffen und Bernhard Nocht auf diese Position berufen.